# Ophélie Bau
Ophélie Bau (Besançon, 29 luglio 1992) è un'attrice francese.

## Biografia
Nel 2014, all'età di ventuno anni ha partecipato a un concorso di bellezza, vincendolo. Ha frequentato la scuola teatrale Cours Florent a Montpellier e ha poi ottenuto nel 2017 il ruolo da coprotagonista femminile nella pellicola Mektoub, My Love - Canto uno di Abdellatif Kechiche, vincendo nel febbraio 2019 il premio come miglior attrice rivelazione ai Premi Lumiere.
Nel 2019 sempre insieme al cineasta Abdellatif Kechiche prende parte al sequel Mektoub, My Love - Intermezzo interpretando lo stesso ruolo del precedente film, presentato al Festival di Cannes 2019.

## Filmografia

### Cinema
- Mektoub, My Love - Canto uno, regia di Abdellatif Kechiche (2017)
- Mektoub, My Love - Intermezzo, regia di Abdellatif Kechiche (2019)
- Grace, regia di Ophélie Bau e Marion Filloque (2020) - cortometraggio
- Vaurien, regia di Peter Dourountzis (2020)
- Des feux dans la nuit, regia di Dominique Lienhard (2020)
- Loving, regia di Thibaut Buccellato (2021) - cortometraggio
- Free Like Air, regia di Abdolreza Kahani (2021)

## Riconoscimenti
- 2019: Lumiere Awards come miglior attrice rivelazione per Mektoub, My Love - Intermezzo[4][3]